# Hulikeregunnur, Ramanagara
Hulikeregunnur là một làng thuộc tehsil Ramanagara, huyện Ramanagara, bang Karnataka, Ấn Độ.